# Francis L. Sampson
Francis L. Sampson, né le 29 février 1912 à Cherokee et mort le 28 janvier 1996 à Sioux Falls, est un prêtre catholique de l'archidiocèse pour les services militaires américains et officier de l'armée américaine qui a servi comme le 12e chef des aumôniers de l'armée des États-Unis (en) de 1967 à 1971.
Il est connu du grand public par l'intermédiaire du film Il faut sauver le soldat Ryan (1998) qui s'inspire librement de son histoire.